# Eduard Kaufmann
Eduard Kaufmann (Bonn, 24 marzo 1860 – Gottinga, 15 dicembre 1931) è stato un medico tedesco.

## Carriera
Kaufmann studiò a Bonn e Berlino e conseguì il dottorato all'Università di Bonn nel 1884. Tre anni dopo fu nominato privatdozent per anatomia patologica a Breslavia e assistente all'istituto Emil Ponfick.
Nel 1896 Kaufmann divenne procuratore presso l'Allerheiligenhospital di Breslavia e professore nel 1897. Nel 1898 divenne professore di patologia e patologia anatomica e direttore dell'Istituto anatomico patologico dell'Università di Basilea. Kaufmann si trasferì nel 1907 a Gottinga e alla fine si ritirò dal lavoro nel 1927.
Kaufmann intraprese il primo studio sui cambiamenti della cartilagine nell'acondroplasia. Il suo libro di testo sull'anatomia patologica, "Lehrbuch der speciellen pathologischen Anatomie", fu tradotto in numerose lingue straniere, tra cui l'inglese; "Pathology for students and practitioners" (3 volumi). Fu autore di opere significative che coinvolgono la condrodistrofia e tumori maligni della prostata.